# Агітпункт
Агітпункт — це політико-освітній заклад в УРСР, який був створений в містах та на залізничних станціях Радою робітників і селянської оборони 13 квітня 1919 року як центр масової політичної роботи. З 1937 року вони стали центрами політичної роботи під час виборчих кампаній. Агітпункти відіграли велику роль у комуністичній пропаганді у роки довоєнних п'ятирічок та період Великої Вітчизняної війни. Могли бути постійними або тимчасовими. На агітпунктах влаштовували збори виборців, бесіди, лекції тощо. Роботу на агітпунктах проводили агітатори, що були об'єднані в агітколективи.

## У масовій культурі
У гурту «Брати Гадюкіни» в пісні «Рок-н-рол до рана» з альбому «Всьо чотко!» (1989) є сатирична згадка про агітпункт:
```
Через гори, через ліс
Летіла зозуля
Піду я на агітпункт
І проголосую
```